# 弾丸

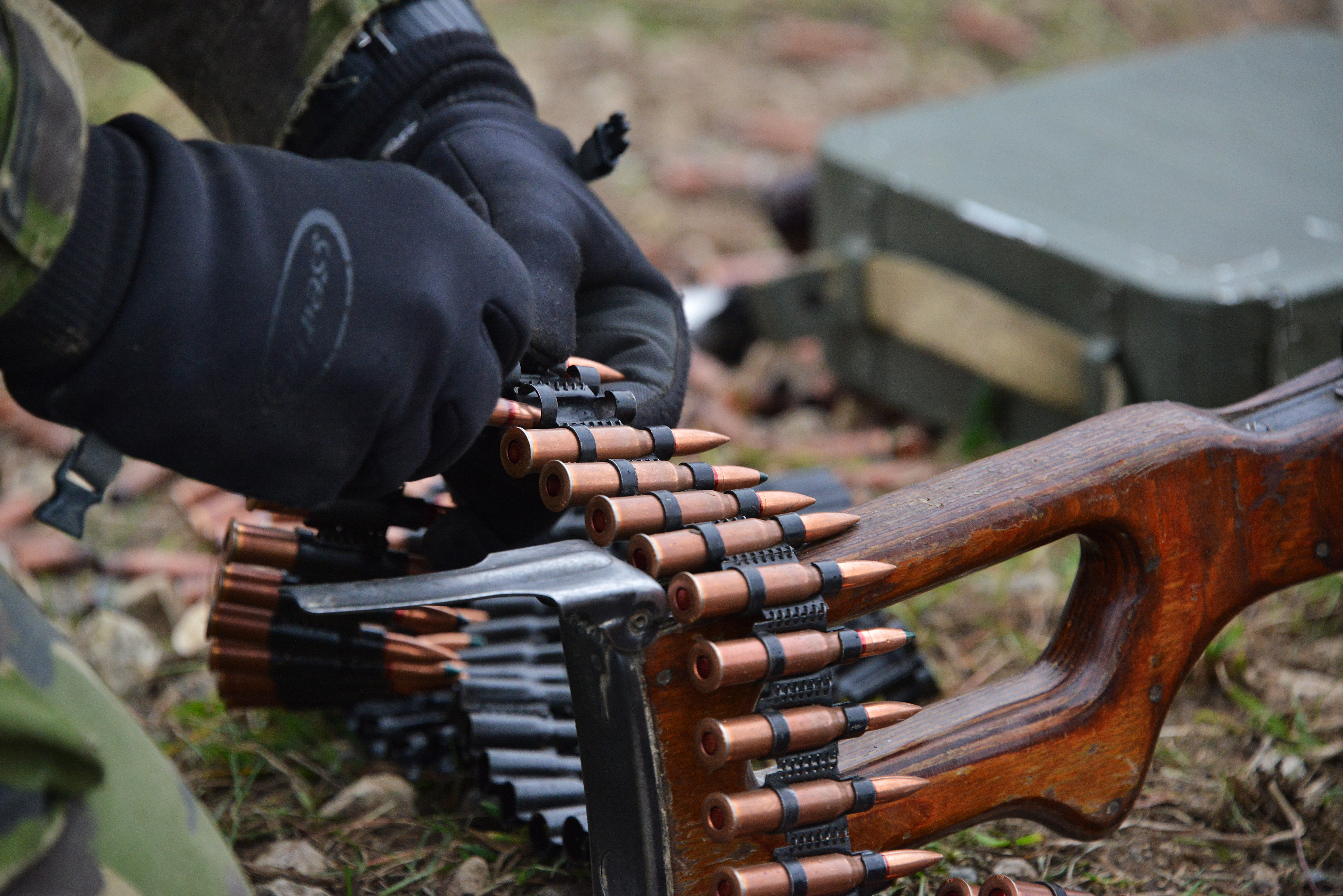
ベルトリンクで連結された7.62x54mmR弾

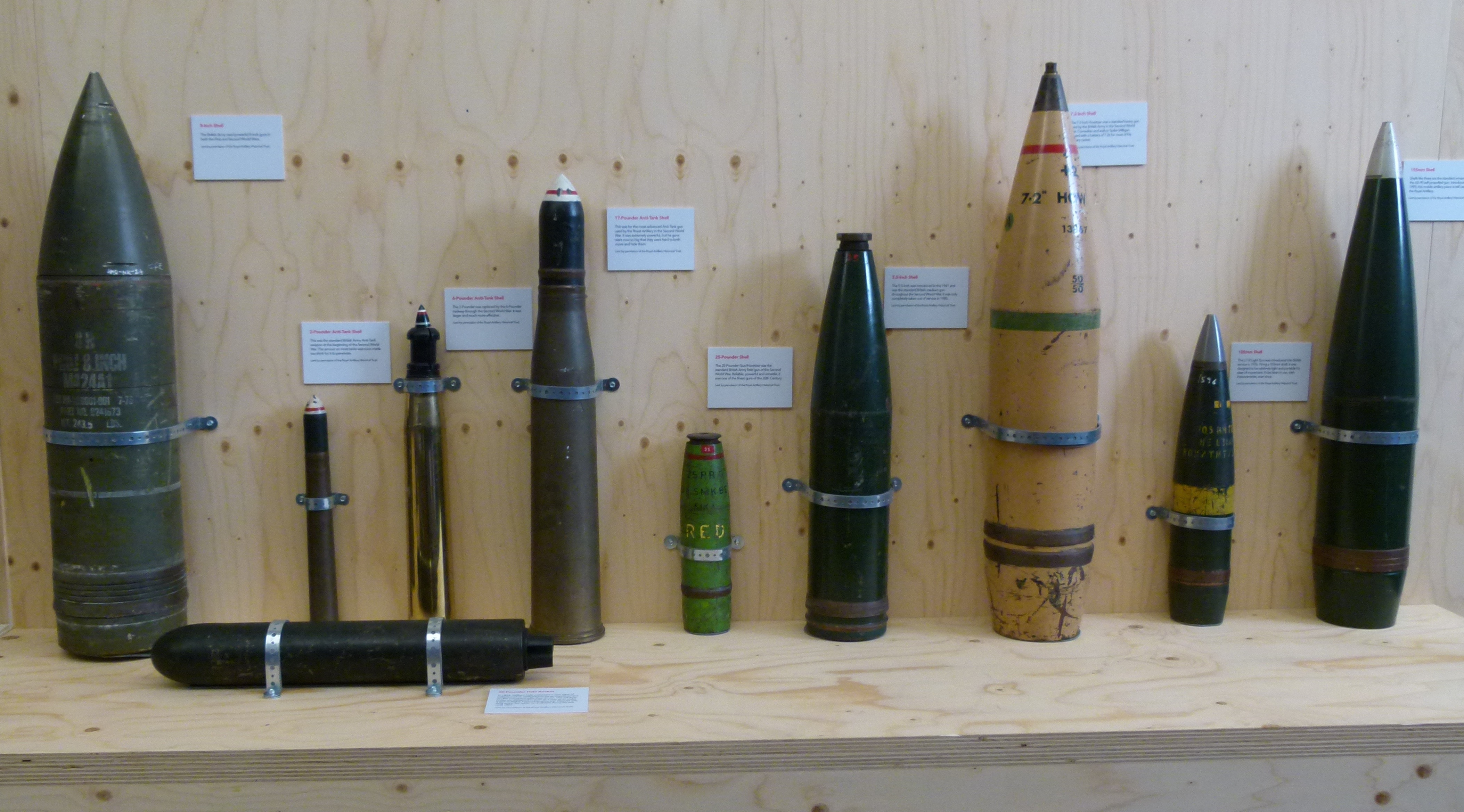
20世紀に英国の王立砲兵隊によって用いられたさまざまな砲弾。壁際に立てられたうち、左から二～四つ目では、砲弾と金属薬莢が組み合わされている。

現代の典型的な実包の構造図。1:弾頭。2:薬莢。3:発射薬。4:リム。5:雷管。

弾丸（だんがん、英: bullet）とは、火器から発射されて飛ぶ物体のこと。銃弾および砲弾の総称である。一般的には単に「弾（たま）」ともいう。

## 概説
銃や砲から発射され飛ぶ物体の総称が「弾丸」である。射手の狙い通りに弾丸が目標に当たれば、目標に物理的損傷を与えることになる。
弾丸の材質や形状は用途により多岐にわたる。

### 銃弾
一言で「銃弾」といっても、現代では一般に飛んでゆく弾は単体で銃にこめられるのではなく、弾を発射するための火薬類や着火用の雷管などとともに薬莢と呼ばれる一種の容器に収められ、一体化した形で事前に用意されている。弾頭・発射薬・銃用雷管が薬莢に収められて一体化した状態を「実包」や「弾薬」という。
弾頭の材質や構造はいくつかあり、たとえば広く用いられている「フルメタルジャケット」というタイプは、弾の中心部分（「弾芯」、英: core コア）は鉛合金であり、それを銅合金の覆い（「被甲」、英: jacketジャケット）で覆った構造になっている。
現代の銃弾の分類法としては、弾頭の構造・形状・材質などにもとづいて「フルメタルジャケット / ソフトポイント / ホローポイント...」などと分類されることが多い（詳細は後述）。
一方、散弾銃の散弾では、実包は円柱の形にまとめられ、発射と同時に、多数の球状の小さな弾丸がバラ撒かれるような状態で飛んでゆく。
なお、銃弾を実際に発射することを「発砲（はっぽう）」という。

### 砲弾

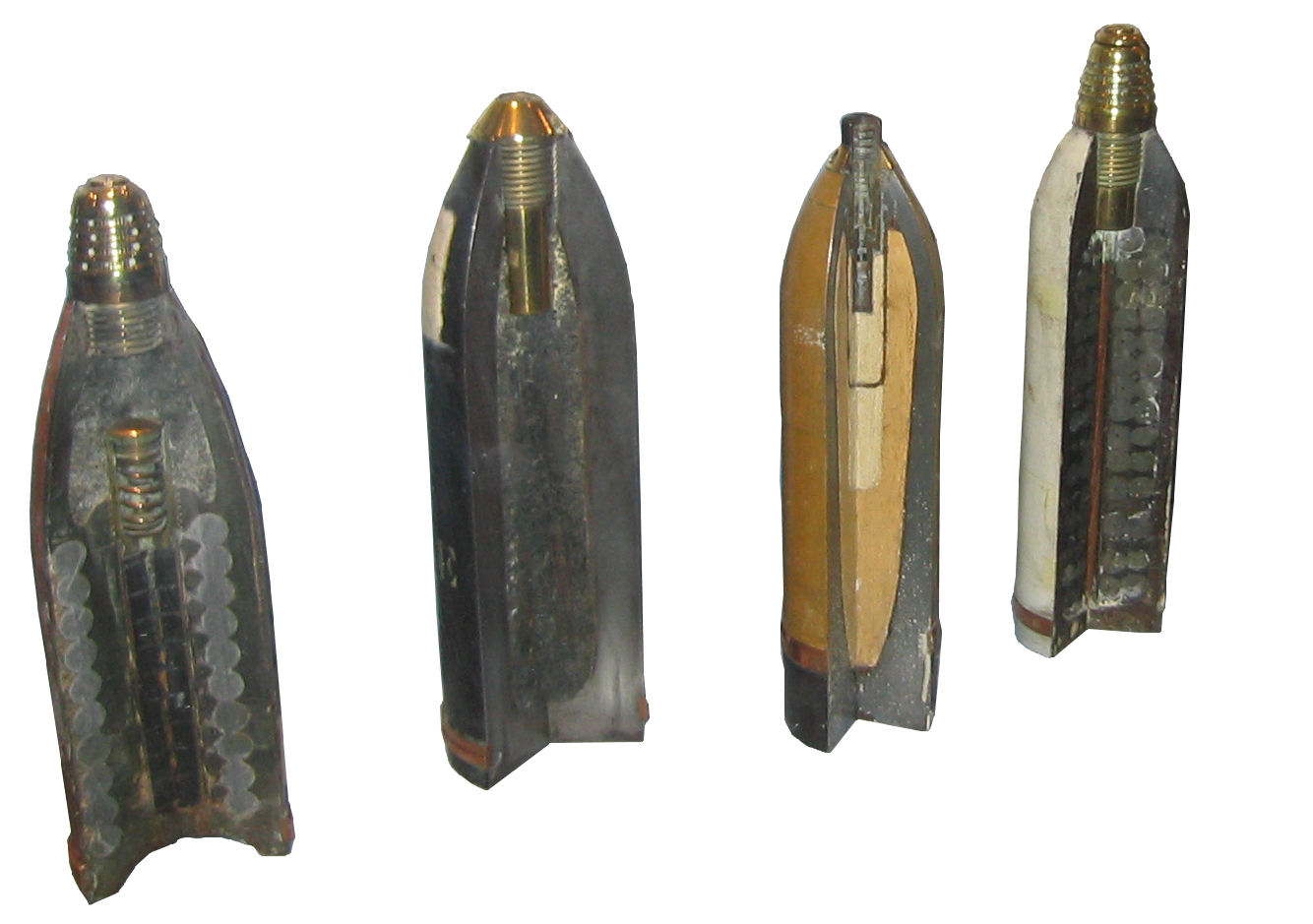
さまざまな砲弾のカットモデル。左から90mm榴散弾、120mm銑鉄製焼夷弾、75mm榴弾、75mm榴散弾。

現代の砲弾は構造としては、弾体・炸薬・信管・弾帯からなる。使用目的により、榴弾・徹甲弾・照明弾・焼夷弾・ガス弾などがある。
実包型で一体式になっている物もあれば、射程を加減するために弾頭と装薬が分離している形式もある。

## 歴史
鉄砲や大砲が生まれた時代、弾丸はその名称に「丸」という漢字が入っていることからも分かるように、元々は球形のものであった。
しかも初期の弾丸は、石や素焼きで出来た物が多かった。例えば一般に「種子島へ鉄砲伝来」とされている1543年から遡ること80年前、中国から琉球王国経由で「石火矢（いしびや）」という鉄砲の一種が日本にもたらされていて、琉球使節がその鉄砲を実際に試射してみせて公儀に献上した、とする記述が『蔭涼軒日録』には掲載されているが、同目録には、「石火矢」の弾丸は石や素焼き製、と記述されている。
近世期の薩摩藩では弾薬の大きさの指定として、「6匁以上（22グラム前後）」とする。
ライフリングがない時代、球形の弾は銃口から発射された後、飛んでゆくあいだ空気抵抗が強く、弾速が落ちやすく弾は遠くまで飛びづらく、またジャイロ効果を持たない弾道も野球の変化球のように変化しがちで安定せず、目標に的中する確率も低かった。
マッチロック式銃の場合、1発撃つたびに、まず銃を垂直に立てるように持ち、銃口から装薬を注ぎ入れ、次に銃口から弾を入れて「さく杖」と呼ばれる棒で押して固め、火蓋（＝火皿の蓋。一種の安全装置）を開いて火皿に着火薬を入れて閉じ、「火挟」に火縄をセットする、という手順である。この一連の装填作業に要する時間は、結局、射手の腕によってまちまちであり、たとえば不慣れな射手では1 - 2分ほどかかり、熟練の射手が落ち着いて行う場合でも、数十秒程度かかったなどと推定されてもいる。これは発火装置が異なるフリントロック式銃でもパーカッションロック式銃でも、前装式である限りは変わらなかった。
「弾込」の時間を短くするために、火薬を粉の状態のまま銃口から入れるのではなく「あらかじめ所定量を紙の袋に入れておき、それを銃口から入れる」という紙製薬莢のもっとも素朴な形態は、14世紀には一応発明されていた。が、実際に広く使用されるようになったのは、後の時代である。

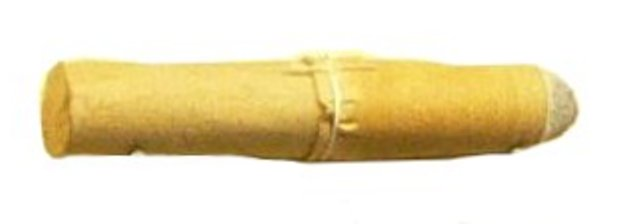
シャスポー銃の実包（1866年）

弾頭・発射薬・着火薬が薬莢で一体化されたものは、1808年にパリで、スイスの銃職人のJean Samuel Paulyとフランスの銃職人François Prélatによって開発された。弾頭は球形で、薬莢は真鍮製もしくは紙製であった。これも普及したのは後の時代である。
米国では南北戦争の時期（1861年-1865年）にライフル銃が普及し、ミニエー弾が使われるようになったが、その中でシャープス銃が用いられた。この銃の特徴として発射薬+弾という方法で装填することもし、一体型の紙薬莢で装填することもできた。後に金属薬莢方式にも改修されている。1850年代にはペッパーボックスピストルが、1860年代-1870年代になると多くの銃製造業者が回転式拳銃を製造し、連発銃時代を迎える。この中でスミス＆ウェッソン社からは金属製の薬莢に入ったリムファイア実包が実用化され、メタリックカートリッジの普及が進んだ。現在、使用されている実包の直接の先祖である。
後に、弾の形状は弾速を増大させるために後端をすぼめたボートテイル状に進化したものが開発されたり、着弾した時に人体ダメージを大きくすべく、あえて弾頭の先が平らな形状や窪んだ形状のものなども開発された。
かつて用いられた「球形の弾丸」は現代では廃れてほとんど戦場では見られなくなったが、キャニスター弾で使われる散弾がその名残を今に伝えている。

### 日本の戦国時代の弾丸
戦国時代の日本では鉄砲の需要にともない弾丸の材料である鉛の需要も高まったが、長篠古戦場から出土した弾丸の分析結果から、7割が国産であり、3割が外国産で、タイ産鉛も確認されており（後述書）、これは南蛮貿易により 取り寄せられたものとみられる。他の金属製の弾丸の場合、鉛製弾丸に比べて飛距離が短いという欠点があるが（前掲書 p.42）、西日本から出土する弾丸のほとんどが鉛製であり、東日本では銅や鉄製の弾丸が多く、地理的要因による物流の格差がみられる（前掲書 p.42）。平山優は武田軍の軍役定書から長篠の戦いにおける銃器保有率は武田方も織田方も大差はなかったとしており、問題だったのは、銃弾の材料の方であったとする（前掲書 pp.36 - 39）。

## 銃弾の種類

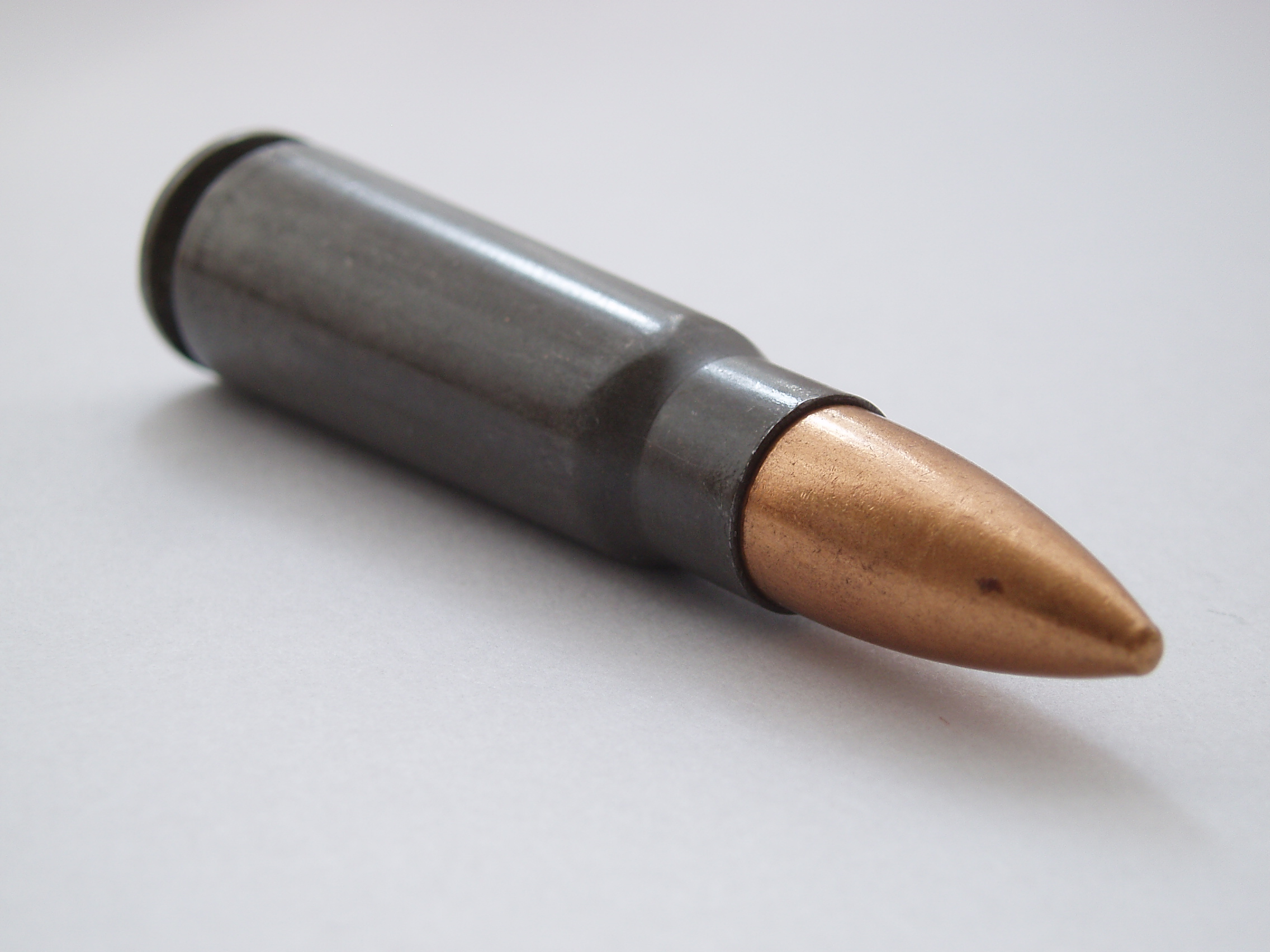
鉄製の薬莢を持つ7.62x39mm弾フルメタルジャケット弾

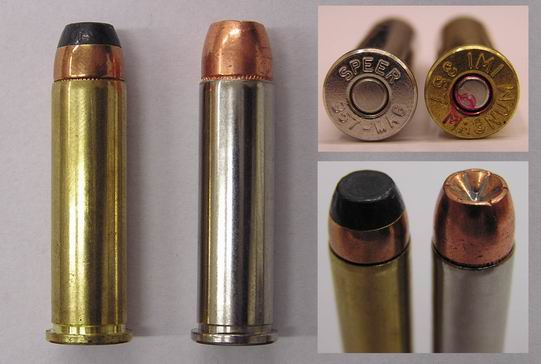
.357マグナム弾/左：ソフトポイント弾、右：ホローポイント弾

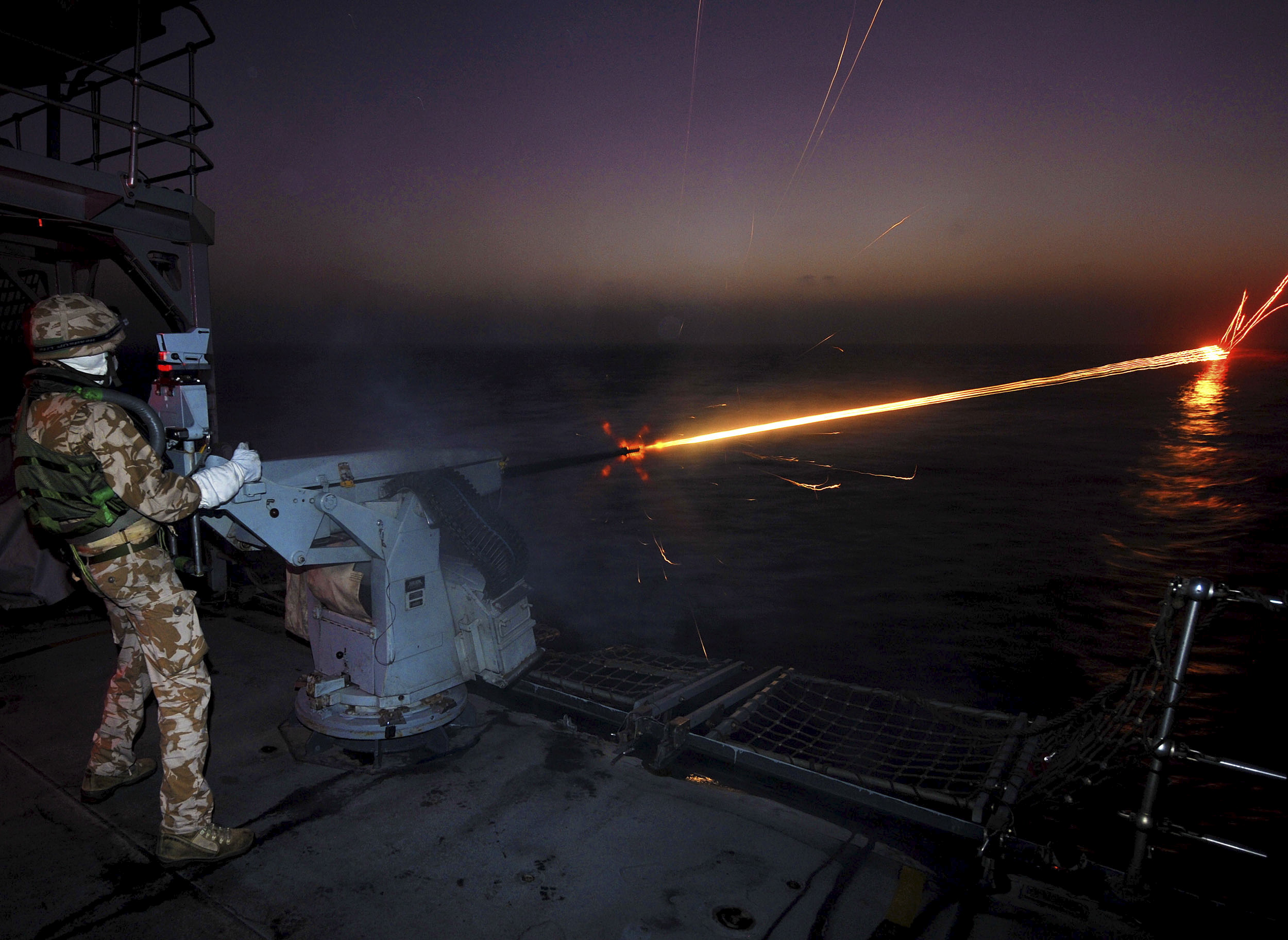
夜間に曳光弾を射撃する様子

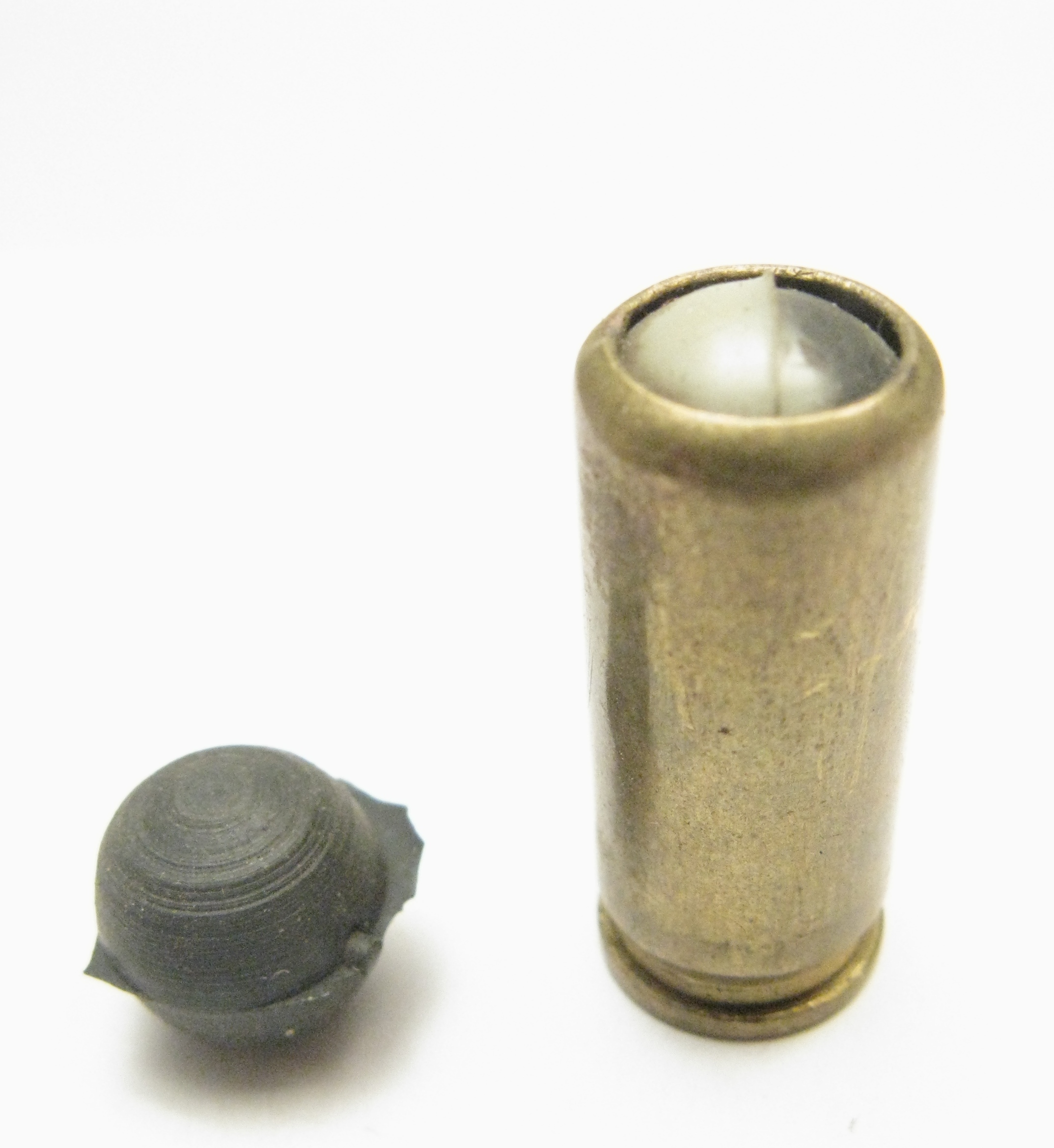
拳銃用のゴム弾

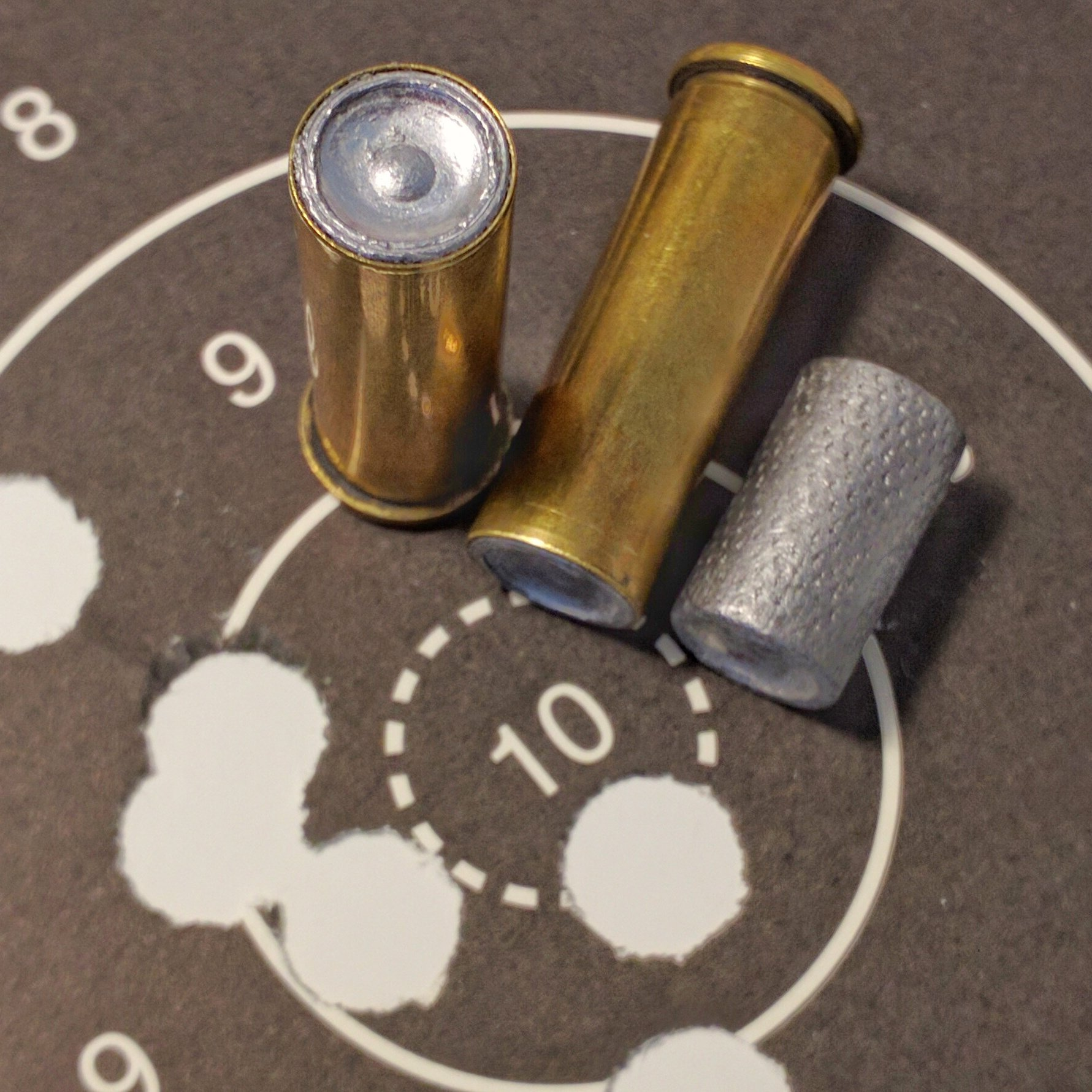
.38スペシャル弾のワッドカッター（HBWC）と命中によって開いた穴

鉛弾
むき出しの鉛を使った最も原始的な弾丸。別種の金属による覆いが無いため、摩擦などによって鉛の残滓が銃身内部に付着しやすい。頻繁な掃除が必要になり、掃除を怠った状態で連続して射撃を行った場合は、銃身内部を痛め銃の寿命を短くするため現在は古式銃の射撃用にわずかに生産されるのみである。黒色火薬を利用する前装銃で主に使われていた。また、薬莢と一体型のものもある。
散弾（shot）
射出時に、弾薬に内包されている多数の小さな弾丸(子弾という)が飛び出し広範囲に危害を加える弾丸。過去には鉛の子弾が主に使われていたが、鉛中毒が一般に認知された今日では鉄の子弾に置き換わり始めている。（詳細は散弾銃を参照）
フルメタルジャケット弾（full metal jacket/被覆鋼弾、完全被甲弾）
貫通性が高い通常の弾丸。弾芯が金属の覆い（ジャケット、被甲）で覆われているメタルジャケット弾の一種で、普通弾やボール（Ball）とも呼ばれる。
ほとんどのフルメタルジャケット弾では、弾芯である鉛をギルディング・メタル（真鍮の一種。混合率は銅95%、亜鉛5%）で覆っている。弾芯が完全に覆われているとは限らず、後端で底部が露出している製品もある。
メタルジャケット弾にはフルメタルジャケット弾（弾頭を完全に披甲した弾）の他にパーシャルジャケット弾（弾頭の先端部分以外を披甲した弾）があり、パーシャルジャケット弾は、目標に衝突した際に露出している弾頭先端が変形し破壊力を増す構造で、主に大型動物のハンティング用に用いられる。
軍用弾では、ハーグ陸戦条約第23条の「不必要な苦痛を与える兵器、投射物、その他の物質を使用すること」への抵触を避けるなどの人道上の理由。また実用上もヘルメットやボディアーマー、建物や非装甲車両など多少硬い標的への貫通力が求められ、衝突時の弾頭変形を防ぐフルメタルジャケット弾が用いられる。
ソフトポイント（soft point）
弾頭先端がギルディング・メタルで覆われておらず、鉛が剥き出しの弾丸。命中すると柔らかい鉛により弾頭が激しく変形・破砕し、目標内部で運動エネルギーを効率的に伝えることにより、致命的なダメージを与える。弾丸が破砕するため貫通力は低い。
貫通力の低さから狙撃時に犯人を貫通した弾丸による二次被害防止のため、主に警察用として利用されている。
ホローポイント（hollow point/JHP）
弾頭がすり鉢のように窪んでいる弾丸。人体などに命中すると、先端がキノコ状に変形（マッシュルーミングという）し、径が大きくなった先端部が運動エネルギーを効率よく目標に伝達して多大なダメージを与える。主に狩猟用として利用されている。
純銀弾（Silver Bullet）

銀は価格が鉛やギルディング・メタルより大幅に高いうえ、銃弾としてはコストに見合うメリットがないため、実用の弾丸としては作られていない。銀白色の外見をもつ弾頭としては「シルバーチップ」と呼ばれるものがあるが、これは、アルミニッケル合金を利用したホローポイント弾であり、銀製ではない。
曳光弾（tracer bullet）
発射されると後方に光を曳く、弾道を視認しやすくするための弾丸。トレーサーとも呼ばれる。機関銃などの照準確認用として通常弾に一定の割合で混合され用いられる。飛翔距離と共に内蔵した発火薬が減少して軽くなるため、ある程度の距離を飛翔すると通常弾とは違う弾道を描くので、あくまで目安である。また、射手に残弾量が僅かであることを示す目的で使用されることもある。
一般的には、5-7発に1発の割合で曳光弾が混入される（残数確認の場合は残り5発程度の部分に用い、つまり、弾込めの場合はまず5発の曳光弾を入れてから通常弾を入れる）。限定的な焼夷効果もある。
ゴム弾（rubber bullet）
弾頭を硬質ゴムで作成した弾丸。弾丸の重量やその構造上、有効射程が短く、目標に対して弾丸が貫通することがないので非致死性兵器として、警察や軍隊による暴動鎮圧などに用いられる。
切れ目の有る円筒状で先端にくぼみがあり、発射されると先端のくぼみが受ける風圧で切れ目に沿って十字形に開いて飛翔するタイプ、プラスチックや金属にゴムを塗ることで射程を伸ばしたタイプなどがある。
1970年代からはより安全とされるプラスチック弾も登場している。
ワックス弾・蝋弾
ワックス・蝋で作られた弾丸であり、殺傷力が低いため1908年ロンドンオリンピックではワックス弾を使用する決闘（Olympic dueling）が非公式競技として行われた。
弾丸受け止め術のトリックとして中空にして脆くしたワックス弾を使うことで空包とすることがあった。
エクスプローダー（exploder）
ホローポイントのくぼみに銃用雷管や少量の火薬を埋め込み、命中すると炸裂する。殺傷能力の向上を期待されたが、威力の上昇が製造コストの上昇に見合わなかったため、現在では製造されていない。
フランジブル弾
粉体金属（銅、スズなど）を押し固めた弾丸。
人体には貫入するが、壁や柱など固い物質に当たると粉々に砕けるため跳弾しない。屋内戦闘での跳弾防止の他、運行中の航空機内でも使用出来るためスカイマーシャルが犯罪者制圧に利用する。
フレシェット弾（flechette）
矢状の弾体を発射する弾丸。APFSDSに使用されるようなプラスチック製サボを用いて1本の矢を撃ち出すものや、散弾銃の散弾代わりに矢型子弾を詰めたような実包が存在する。
フレシェット弾は、1980年代にオーストリアのステアー社によってACR(Advanced Combat Rifle)として試作され、従来のライフル銃を遥かに凌ぐ初速と貫通力を実現したが、軽量であるため横風の影響を受け易く、ライフル弾のような命中精度は実現できなかった。
水中銃弾
APS水中銃など用の実包で、水中での弾道特性に配慮した矢状（ただし、矢羽は無い場合が多い）の弾体を発射する弾丸。日没後、夜明け前や薄暗い水中などでの使用に備え、弾道確認のために曳光弾もある。
拡張弾頭 
命中時に弾頭が裂けることで肉体組織への激しい裂傷と止血しづらい銃創を作る弾丸。体の末端部や腹部に命中しても殺傷力が高まるようになっている。拳銃でも高い威力を得られ、対象物内部で弾丸が止まる可能性が高い（貫通による二次被害の軽減）ことから狩猟用や警察用として利用されている。
19世紀に英領インドのコルカタ近郊、ダムダムにあるダムダム工廠で製造された対人用拡張弾頭が普及していたため、総称として「ダムダム弾（[Dumdum bullet）」とも呼ばれる。
戦争遂行には不必要なほどの殺傷力を持つとして、1899年にダムダム弾禁止宣言がなされ、体内で弾頭が変形する弾丸の使用が禁止された。1907年のハーグ陸戦条約第23条5項においては、明示されてはいないが、戦時下でこのような「不必要な苦痛を与える兵器の使用」の禁止が謳われている。 現在でも戦争における使用は禁止されているが、これに拘束されない狩猟や警察などで現在でも多く使用されている。
破片侵襲弾（フラグメンテーション弾）
弾丸全体に切り込みが入っており、命中後に弾丸全体が複数の破片に分割する弾丸。目標命中時に対象内部で即座に破砕し、その際に運動エネルギーが分散されることにより勢いが抑制され破片が内部にとどまるように炸裂するため、運動エネルギーが高い小銃弾でも貫通による跳弾を抑止できる。特殊警察による狙撃用として使用されている他、アメリカでは民間向けにも販売されている。

ワッドカッター
射撃競技用の弾丸。先端が平坦で、紙の標的にパンチしたように丸い穴を開けるため着弾位置の確認が容易である。また、形状が円筒に近いため、他の弾丸に比べて銃身内との接触面積が広く、より正確な弾頭の中心軸周りの回転が得られ、安定した弾道特性を持つ。
競技射撃には後端が中空になっているため低速域の安定性が高い Hollow Base Wadcutter（HBWC）が使われている。中空で軽いため殺傷能力は低いが、安定した弾道特性等に着目し、弾頭重量を増すことで貫通力を高め、また塞がりにくい円形の傷を与えることで殺傷力を強化したセミワッドカッター（SWC）も開発されており、標的射撃・小型獣の狩猟・護身に対応できることから、.38スペシャル弾など拳銃用の実包が販売されている。
ピストン・プリンシプル弾
薬莢に消音効果を持たせた弾丸。薬莢内部にピストンの役目をする中栓が内蔵されており、燃焼ガスを受け止めた中栓が突き出される事で弾丸を押し出しつつ、ガスを薬莢内部に留める構造を持つ。この構造によって発射音を軽減するが、膨張する燃焼ガスが銃腔全体に広がることで強い推進力を得る通常の弾薬に比べ有効射程が短い。主に特殊部隊の秘密任務用の消音銃に用いられる。
観測弾
内部に撃針と少量の炸薬が内蔵され、命中すると炸裂して白煙を発する弾丸。航空機の搭載機関銃用で、射手に着弾点を示すために用いられた。ドイツ国防軍の狙撃手であったヨーゼフ・アラーベルガーの伝記（邦題『最強の狙撃手』）には、敵味方の双方が地上戦で観測弾を対人用に使っていたとの記述がある。
自動追尾弾
2015年、アメリカ国防高等研究計画局は、動く目標を自動追尾する50口径の銃弾の開発に成功したことを発表している。

## 弾丸と伝説・迷信・フィクション
大昔は概して、弾は撃ったがなかなか的に当たらない、などということが一般的で、射手はそれに悩まされていたが、ドイツでは伝説に、「発射すれば必ず狙った標的に当たる」とされる「魔法の弾丸」（魔弾）という、まるで射手の願望を投影したようなものが登場するようになり、これをモチーフにして、19世紀にカール・マリア・フォン・ウェーバーが『魔弾の射手』というオペラ作品を仕立て上げた（1821年初演）。「百発百中の弾」という魅力的なモチーフは、その後もさまざまな作品に登場することになった。
戦国期の日本では、『関東古戦録』巻三に「勇猛な大将は金の弾丸で撃ち抜けば、後で禍はない」という迷信が記され、「上杉景虎に対し、黄金の弾を3回撃ったが、命中しなかった」と記されている。田中緑紅の1920年の論文『雑纂 有馬温泉に入湯した天狗』内には、鉄砲の名人藤太郎が領主から賜った金銀の弾丸で怪鳥を撃つも謎の病で最終的に（温泉に同湯した足の悪い客人の正体が天狗で睨みつけられ）死んだ話が見られる。金銀の弾丸に関する話は、片貝川の伝説（巨岩を抱いた龍を金銀の弾丸で撃つも祟られた）にも見られる（片貝川#名所・観光）。これらの話からも金銀の弾丸に何らかの俗信があったことがうかがえる。
ハリウッドでは20世紀に「狼男は（ほぼ）不死身だが、銀の武器は効く」などという設定にして、フィクションのストーリー展開を盛り上げる手法が現れ、狼男を銀の弾丸で殺す、という内容のフィクションも現れた。また、この伝承から「銀の弾丸」は「唯一の弱点」「特定の物事への唯一の対抗手段」という意味も持つようになった。